# Farakou Massa
Farakou Massa är ett departement i Mali.   Det ligger i regionen Ségou, i den sydvästra delen av landet, 260 km öster om huvudstaden Bamako.